# 姜林 (明朝宦官)
姜林（1469年—1521年），字廷茂，河间景州人，正德时御马监太监。

## 生平
- 成化五年，出生。
- 弘治时期，选入掖庭。
- 正德元年，为奉御。
- 正德二年，主管南京甲字库。
- 正德年间，来首都，任上林苑海子，后升御马监太监，赐蟒衣、玉带。
- 正德十六年，病逝。

## 亲属
- 姜泰（父）
- 宋氏（母）
- 姜河（三弟）
- 姜淮（四弟）